# Marapana
Marapana is een geslacht van vlinders van de familie spinneruilen (Erebidae), uit de onderfamilie Calpinae.

## Soorten
- M. angulata Bethune-Baker, 1908
- M. indistincta Rothschild, 1915
- M. pulverata Guenée, 1852